# Popeye's Voyage: The Quest for Pappy
Popeye's Voyage: The Quest for Pappy (em português: Popeye - A Procura do Vovô) é um filme de televisão animado por computador de 2004, produzido pela Mainframe Entertainment para Lions Gate Entertainment. O especial, criado para coincidir com o 75º aniversário do personagem da banda desenhada Popeye, foi lançado pela Fox em 17 de dezembro de 2004 e foi retransmitido na mesma rede em dezembro de 2005.

## Sinopse
Popeye e sua turma estão de volta para uma nova aventura cheia de mistérios e muitos perigos. Popeye tem um pesadelo com o vovô, que precisa de sua ajuda. E parte em busca dele nas águas profundos do Mar do Mistério, no perigoso Reino do Mar. Mas ele não está sozinho. Brutus, Olívia, Dudu e Gugu também embarcaram no navio de pesco de Popeye, além de muitas, mas muitas latas de espinafre.

## Elenco
- Billy West como Popeye e Vovô Popeye
- Tabitha St. Germain como Olívia Palito e Gugu
- Garry Chalk como Brutus
- Sanders Whiting como Dudu
- Kathy Bates como Bruxa do Mar

## Produção
Originalmente, este especial seria um recurso de claymation por Will Vinton, mas devido a Vinton perder seu estúdio devido a razões financeiras em 2002, o especial foi escolhido pela Mainframe Entertainment.
Billy West descreveu a produção como "o trabalho mais difícil que já fiz, sempre" e a voz de Popeye como "como uma serra em sua garganta".

## Recepção
O especial recebeu críticas mistas de críticas.